# Wampir: Mroczne Wieki
Wampir: Mroczne Wieki (ang. Vampire: The Dark Ages) jest osadzoną w średniowiecznej wersji Świata Mroku grą fabularną wydawnictwa White Wolf. Podobnie jak w rozgrywającym się współcześnie pierwowzorze Wampir: Maskarada, bohaterami gry są wampiry. Światem gry jest średniowiecze i rozgrywki między istniejącymi wtedy wampirami. Gracz może prowadzić swoją postać od średniowiecza aż do czasów współczesnych.
Niektóre z różnic pomiędzy tymi grami są następujące:
- możliwe jest rozpoczęcie gry od VII pokolenia.
- lista klanów obejmuje także nieistniejących w Wampirze: Maskaradzie Kapadocjan.
- nie ma podziału na Camarillę i Sabat – sekty te dopiero powstają.
- wilkołaki są bardziej aktywne, podobnie jak Fae.
- nie-życie wampirów wygląda zupełnie inaczej, ze względu na zabobonność ludności i niemal zupełny brak aktywności nocnej w miastach.
- wciąż aktywnie działają wampiry - infernaliści.
- terminologia i słownictwo często różnią się od współczesnych (np. inne nazwy dyscyplin).
- w podręczniku umieszczono konkretne informacje dotyczące innych istot nadnaturalnych.